# Stefano Mauri
Stefano Mauri (ur. 8 stycznia 1980 w Monzy) – piłkarz włoski grający na pozycji bocznego pomocnika.

## Kariera klubowa
Mauri rozpoczął piłkarską karę w klubie Meda. W 1998 roku zadebiutował w niej w Serie D i awansował z nią do Serie C2. W Medzie grał do roku 2001 i wtedy to latem przeszedł do drugoligowej Modeny. W sezonie 2001/2002 zagrał tylko w 9 meczach (1 gol), ale awansował z tym klubem do Serie A. W pierwszej lidze Włoch Stefano zadebiutował 6 listopada 2002 w wygranym 3:1 wyjazdowym meczu z Atalantą BC i zdobył jedną z trzech bramek dla swojego zespołu w tym spotkaniu. W rozgrywkach Serie A był już podstawowym zawodnikiem drużyny i zajął z nią 12. miejsce w lidze. Latem 2003 przeszedł do Brescii Calcio i zdobywając 7 goli w lidze przyczynił się do zajęcia przez ten klub 11. miejsca w lidze.
Dobra postawa w Brescii spowodowała, że w 2004 trener Udinese Calcio, Luciano Spalletti, ściągnąl Stefano do swojego zespołu. W Udinese Mauri spisywał się równie dobrze jak w Brescii i zaczął być uważany za jednego z najlepszych skrzydłowych w lidze. W 2005 roku zajął z Udinese 4. miejsce w Serie A, a w sezonie 2005/2006 wystąpił z tym klubem w fazie grupowej Ligi Mistrzów, ale na początku sezonu był rezerwowym. Zimą 2006 w trakcie sezonu S.S. Lazio zapłaciło za Mauriego 3,5 miliona euro i zawodnik przeszedł do rzymskiego klubu prowadzonego przez trenera Delio Rossiego. Z Lazio zajął 16. miejsce w lidze (na skutek korupcji i odjęcia drużynie 30 punktów). W sezonie 2006/2007 był jednym z najlepszych zawodników Lazio i awansował z zespołem do eliminacji Ligi Mistrzów. W sezonie 2008/2009 zdobył Puchar Włoch. Latem 2010 był bliski odejścia do Sampdorii, jednak ostatecznie podpisał nowy kontrakt z Lazio do 2013.
| Sezon   | Klub           | Kraj   | Rozgrywki | Mecze | Bramki |
| ------- | -------------- | ------ | --------- | ----- | ------ |
| 1998/99 | Meda           | Włochy | Serie D   | 30    | 9      |
| 1999/00 | Meda           | Włochy | Serie C2  | 21    | 1      |
| 2000/01 | Meda           | Włochy | Serie C2  | 32    | 2      |
| 2001/02 | Modena         | Włochy | Serie B   | 9     | 1      |
| 2002/03 | Modena         | Włochy | Serie A   | 25    | 1      |
| 2003/04 | Brescia        | Włochy | Serie A   | 30    | 7      |
| 2004/05 | Udinese Calcio | Włochy | Serie A   | 32    | 5      |
| 2005/06 | Udinese Calcio | Włochy | Serie A   | 16    | 0      |
| 2005/06 | S.S. Lazio     | Włochy | Serie A   | 15    | 2      |
| 2006/07 | S.S. Lazio     | Włochy | Serie A   | 29    | 6      |
| 2007/08 | S.S. Lazio     | Włochy | Serie A   | 24    | 3      |
| 2008/09 | S.S. Lazio     | Włochy | Serie A   | 26    | 1      |
| 2009/10 | S.S. Lazio     | Włochy | Serie A   | 35    | 3      |
| 2010/11 | S.S. Lazio     | Włochy | Serie A   | 29    | 6      |
| 2011/12 | S.S. Lazio     | Włochy | Serie A   | 16    | 4      |
| 2012/13 | S.S. Lazio     | Włochy | Serie A   | 26    | 3      |
| 2013/14 | S.S. Lazio     | Włochy | Serie A   | 12    | 4      |
| 2014/15 | S.S. Lazio     | Włochy | Serie A   | 29    | 9      |
| 2015/16 | S.S. Lazio     | Włochy | Serie A   | 12    | 1      |
| 2016/17 | Brescia        | Włochy | Serie B   | 12    | 1      |

## Kariera reprezentacyjna
W reprezentacji Włoch Mauri zadebiutował jeszcze jako zawodnik Udinese Calcio. Debiut miał miejsce 17 listopada 2004 – Włochy pokonały 1:0 Finlandię. Początkowo występował w sparingach, grał także w eliminacjach do Euro 2008. W październiku 2010 powrócił do kadry reprezentacji po 3 latach przerwy.